# Le Cheval
Le Cheval est une œuvre de l'artiste français Michel Charpentier. Créée en 1994, il s'agit d'une sculpture de bronze représentant un cheval, située à Paris, en France.

## Description
L'œuvre est une sculpture de bronze. Elle représente un cheval en train de ruer.
La sculpture repose à l'intérieur d'un socle rectangulaire en pierre de Chauvigny, évidé sur un côté en son centre pour accueillir l'œuvre.
Ce socle porte, gravé, une citation de Buffon : « Voilà le cheval dont les talents sont développés, dont l'art a perfectionné les qualités naturelles. » Enfin un cartel mentionne le nom de l'œuvre et de l'artiste, ainsi que la date de création et le numéro d'inventaire (OCU401).

## Localisation
L'œuvre est placée dans le jardin des plantes, près de l'entrée par la rue Geoffroy-Saint-Hilaire, devant l'entrée de la grande galerie de l'évolution.
Deux autres œuvres datant de la même époque sont installées à proximité : le Poisson de François-Xavier Lalanne et l'Oiseau de Vincent Barré.

## Historique
L'œuvre est installée depuis 1994. Elle a été commandée par la Mission interministérielle des grands travaux comme hommage à Buffon, en même temps que L'Oiseau et Le Poisson.

## Artiste
Michel Charpentier (né en 1927) est un artiste français.